# Wielkopolskie Muzeum Wojska w Poznaniu

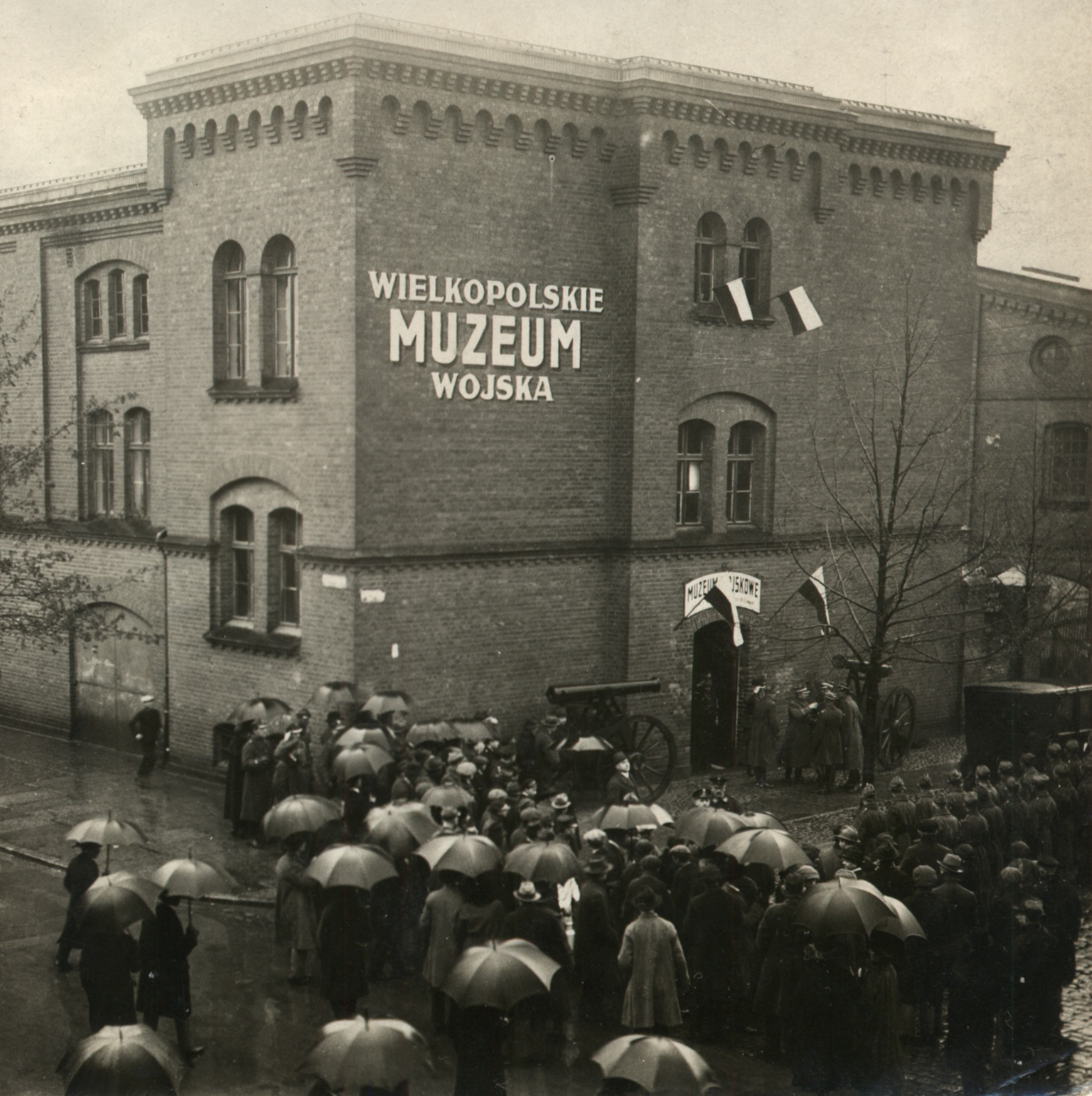
Podczas otwarcia w nowej lokalizacji w 1923 roku

Wielkopolskie Muzeum Wojska w Poznaniu – dawne muzeum wojskowe w Poznaniu, poprzednik istniejącego od 22 lutego 1963 roku Wielkopolskiego Muzeum Wojskowego usytuowanego na Starym Rynku w Poznaniu.

## Historia
Pierwsze pomysły dotyczące utworzenia w Poznaniu muzeum wojennego (niem. Kriegsmuseum) zaczęły pojawiać się w 1915 roku. W 1916 roku na posiedzeniu Rady Miasta Poznania zaakceptowano utworzenie przyszłego muzeum im. Hindenburga. Pierwszą siedzibą muzeum było pomieszczenie w jednym z budynków przy placu Wielkopolskim (ówcześnie Sapiehaplatz). W kwietniu 1917 roku zbiory przeniesiono. Umieszczone zostały w niewielkim budynku znajdującym się w miejscu współczesnego nowego skrzydła Muzeum Narodowego przy Alejach Marcinkowskiego 7 (ówcześnie Wilhelmstrasse). Zbiory muzealne powiększano sukcesywnie w czasie I wojny światowej. Dużym nabytkiem dla muzeum było otrzymanie w 1917 roku części eksponatów wystawianych na Wystawie Zdobyczy Wojennych (niem. Kriegsbeute-Ausstellung Posen). 2 października 1918 roku nastąpiło oficjalne otwarcie placówki, którego dokonał starosta krajowy Ernst von Heyking, w obecności m.in. nadprezydenta Prowincji Poznańskiej Johanna von Eisenhart-Rothego, dowódcy V Korpusu Armijnego generała Fritza von Bock und Polach, komendanta twierdzy generała Johanessa von Hahna i prezydenta policji Bodo von dem Knesebecka.
Po zakończeniu wojny zbiory zostały zajęte przez Sekcję Naukową Głównego Dowództwa Wojsk Wielkopolskich, która później otrzymała zadanie utworzenia i uruchomienia muzeum, kiedy to w marcu 1919 roku powstał pomysł, ażeby w Poznaniu funkcjonowała placówka muzeum historyczno-wojskowego. 9 maja 1919 roku w rozkazie wydanym przez generała broni Józefa Dowbora-Muśnickiego pojawiła się adnotacja o powstającym muzeum. Organizacją utworzenia muzeum zajął się podpułkownik Antoni Seyda, który został pierwszym kierownikiem placówki. Na początku działalności zbiory muzealne składały się prawie wyłącznie z byłych eksponatów niemieckich. Dopiero w drugiej połowie 1921 roku rozpoczęto uzupełnianie ekspozycji muzealnej polskimi zbiorami. Oficjalne otwarcie muzeum nastąpiło 27 października 1919 roku w czasie uroczystości przyłączenia Wielkopolski do odrodzonego państwa polskiego, w obecności Naczelnika Państwa Józefa Piłsudskiego.
Pierwotnie muzeum miało swoją siedzibę w budynku dawnego muzeum im. Hindenburga przy Alejach Marcinkowskiego, następnie w Domu Żołnierza Polskiego w koszarach 58 Pułku Piechoty Wielkopolskiej przy ul. Grunwaldzkiej. Dopiero w 1923 roku przeniesiono je do jednego z budynków Centralnej Składnicy Artyleryjskiej przy ul. Powstańców Wielkopolskich (ówcześnie ul. Artyleryjskiej), róg ul. Franciszka Ratajczaka. Dla zwiedzających otwarto je 22 kwietnia 1923 roku. Podczas otwarcia obecny był dowódca Okręgu Korpusu nr VII w Poznaniu, ówcześnie generał dywizji Kazimierz Raszewski. 
Część zbiorów muzealnych, liczących kilkadziesiąt tysięcy eksponatów, została podczas ewakuacji we wrześniu 1939 roku zniszczona i rozgrabiona nieopodal Rawy Ruskiej. Reszta zbiorów, pozostawiona na miejscu, uległa zniszczeniu i kradzieży, których dokonały oddziały wojska niemieckiego.
Muzeum było jednym z dwóch istniejących muzeów o tematyce wojskowej w latach 1919–1939 w Polsce (w 1920 roku otwarto Muzeum Wojska w Warszawie). 
Po zakończeniu II wojny światowej nie udało się ze względów politycznych odtworzyć muzeum. Dopiero 22 lutego 1963 roku otwarto je ponownie w innej lokalizacji, jako oddział Muzeum Narodowego w Poznaniu. Otwarcia dokonał generał brygady pilot Jan Raczkowski.  

## Ekspozycja
Po przeniesieniu do nowej siedziby ekspozycję podzielono tematycznie i początkowo wyodrębniono następujące działy: 
- dział lotnictwa wojskowego;
- ordery, odznaki i medale;
- jeńcy wojenni (ich wyroby i prace);
- dział pamiątek francuskich;
- dział umundurowania i oporządzania (ekwipunek);
- artystyczno-historyczny (portrety, fotografie i popiersia);
- dział kartografii wojskowej;
- dział uzbrojenia i amunicji;
- plakaty (obrona Lwowa i Śląska);
- dział sanitarny;
- Rosja sowiecka (propaganda i kontrpropaganda);
- dział pamiątek powstania wielkopolskiego[5].

## Architektura
Budynek trzykondygnacyjny wzniesiony został na planie prostokąta z niskim dwuspadowym dachem. Elewacje wykonano z czerwonej cegły. Zwieńczone zostały machikułowymi gzymsami. Ściany budynku poprzedzielane lizenami i arkadami pomiędzy oknami. Budynek usytuowany był w kompleksie budynków wojskowych w tzw. małych koszarach artylerii.